# Didot

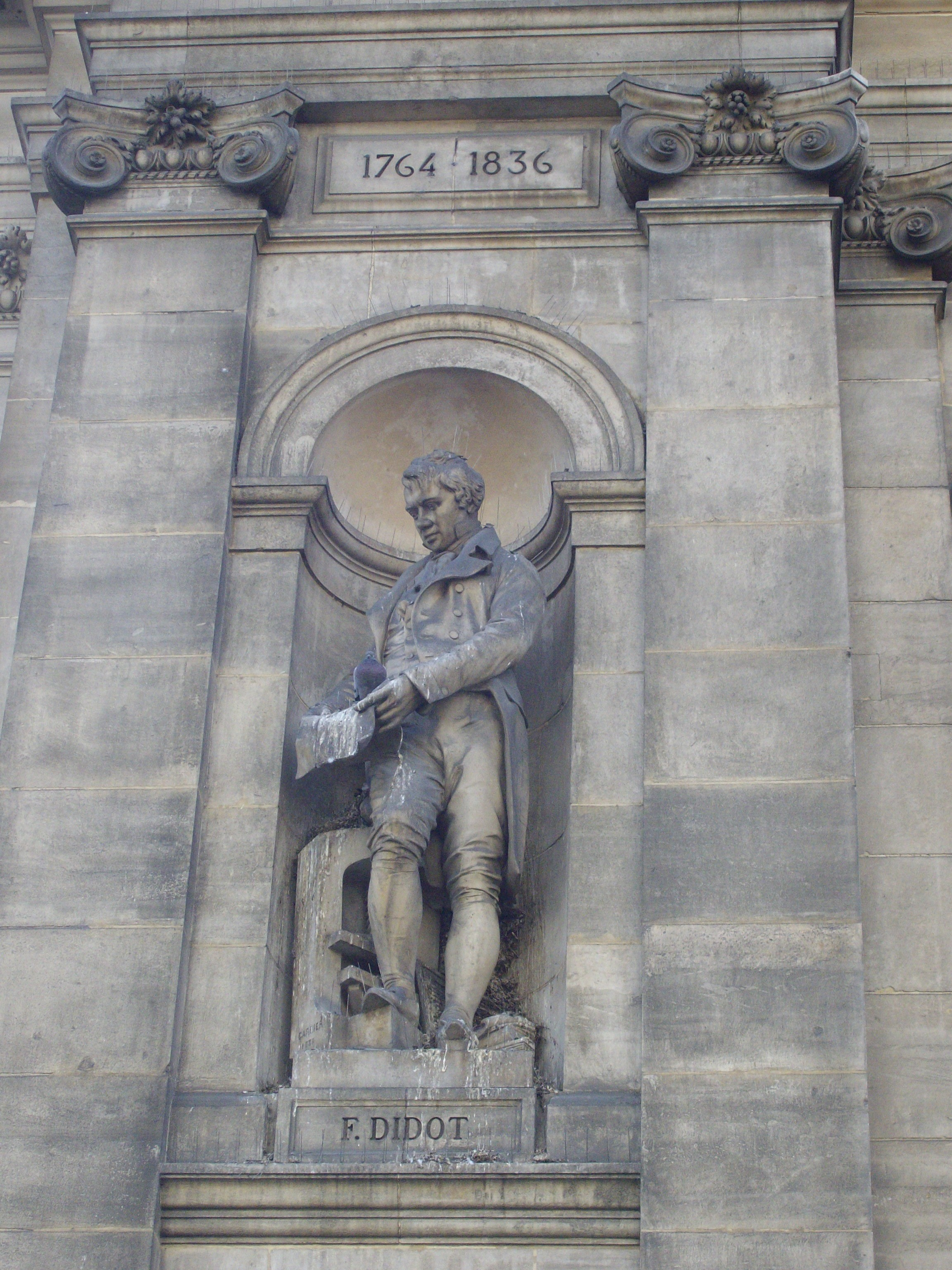
Firmin Didot, socha na pařížské radnici

Didot [dydo] je příjmení rodiny francouzských typografů, vydavatelů, spisovatelů a učenců v 18. a 19. století. François-Ambroise Didot zavedl jednotku velikosti písma (typografický bod, 0,376 mm), Firmin Didot vytvořil typografické písmo, které se po něm nazývá, a Saint-Léger Didot jako jeden z prvních zavedl výrobu strojního („nekonečného“) papíru. Tiskárna Firmin-Didot stále pracuje v Mesnil-sur-l'Estrée blízko Dreux (departement Eure, asi 100 km západně od Paříže).

## François Didot
Narodil se v rodině obchodníka roku 1689 v Paříži, kde roku 1757 také zemřel. Roku 1713 si otevřel knihkupectví „U zlaté Bible“ na nábřeží Quai des Grands-Augustins. Jako mimořádně vzdělaný a čestný muž byl od roku 1735 syndikem společenství knihkupců, roku 1754 obdržel královské privilegium. Mezi knihami, které vydal, jsou také 20-svazkové „Dějiny z cest“ (Histoire générale des voyages), z nichž prvních 15 svazků se připisuje Abbé Prévostovi.

## Druhá generace
François-Ambroise Didot (1730–1804) zdědil otcův podnik, vynalezl nový typ rychlolisu, zdokonalil odlévání písma a byl první, kdo tiskl na jemný a hladký velínový papír. Na tento vynález anglického papírníka J. Baskervilla Didota patrně upozornil Benjamin Franklin, sám původně papírník, který navštěvoval Didotovu tiskárnu a dal k němu do učení svého syna. Sběratelé velmi cení Didotovy edice „D’Artois“ (Recueil des romans français, 64 svazků) nebo „du Dauphin“, sbírku francouzských klasiků ve 32 svazcích, vydaných na příkaz krále Ludvíka XVI. Kolem roku 1780 upravil systém měření typografických písem a zavedl typografický bod (pt) nebo také didot (dd) jako dvanáctinu francouzského palce, asi 0,375 mm.
Pierre-François Didot (1732–1795) založil papírnu v dnešním Corbeil-Essonnes u Paříže a zdokonalil lití písma. Z jeho publikací vyniklo „Následování Krista“a foliové „Obrazy z ottomanské říše“. Pierre Didot sám překládal z latiny a psal vlastní básně.

## Třetí generace

Písmo Didot

Pierre Didot (1760–1853) získal na výstavě roku 1798 zlatou medaili za své vydání Vergilia. Na příkaz vlády přestěhoval tiskárnu do Louvru. Slavná jsou jeho vydání Vergilia, Horatia, La Fontaina a Racina, které porota výstavy v roce 1806 prohlásila za „nejdokonalejší tisk všech dob“
Firmin Didot (1764–1836) se považuje za vynálezce stereotypografie, tisku z odlévaných desek, což usnadnilo skladování sazby a později i rotační tisk, jako první ryl rukopisná písma a v některých vydáních napodoboval středověké tisky. Spolu s G. Bodonim vytvořil moderní klasifikaci typografických písem. Jeho vlastní typy („didot“) charakterizuje kontrast silných svislých čar a vlasových vodorovných čar i patek. Písma Diodotova typu se dodnes používají. Vydával obrazové publikace z Pompejí nebo z Champollionovy zprávy z Egypta. Roku 1827 se firmy vzdal, byl poslancem sněmovny a psal divadelní hry i eseje. Na jeho památku si jeho synové změnili příjmení na Firmin-Didot.
Henri Didot (1765–1862) vynikl jako rytec miniaturních písem a vynalezl licí stroj na mnoho typů najednou. Byl také rytcem asignátů, papírových peněz, zavedených za francouzské revoluce.
Saint-Léger Didot (1767–1829) se věnoval výrobě papíru a zavedl do výroby vynález svého zaměstnance L.-N. Roberta, stroj na výrobu „nekonečného“ papíru v rolích.

## Čtvrtá generace
Jules Didot (1794–1871) vynalezl iniciály s okrouhlými zakončeními a v roce 1825 založil královskou tiskárnu v Bruselu.
Ambroise-Firmin Didot (1790–1876) začal jako diplomat v Konstantinopoli, odkud procestoval Řecko a východní Středomoří a udělal řadu zajímavých archeologických objevů. Roku 1827 převzal otcovu firmu a vydával velké řady řeckých latinských a francouzských autorů (250 svazků). Jeho největším dílem je nové vydání řeckého slovníku Thesaurus graecae linguae H. Estienna – Stephana z 16. století.